# Football Club de Sion 2007-2008
Questa voce raccoglie le informazioni riguardanti il Football Club de Sion nelle competizioni ufficiali della stagione 2007-2008.

## Stagione
Nella stagione 2007-2008 il Sion, allenato da Alberto Bigon e Maurizio Jacobacci, concluse il campionato di Super League al 7º posto. In Coppa Svizzera il Sion fu eliminato agli ottavi di finale dal Bellinzona. In Coppa UEFA il Sion fu eliminato al primo turno dal Galatasaray.

## Rosa
| N. |                               | Ruolo | Calciatore         |
| -- | ----------------------------- | ----- | ------------------ |
| 2  | Angola (bandiera)             | D     | Kali               |
| 3  | Nigeria (bandiera)            | D     | Obinna Nwaneri     |
| 4  | Svizzera (bandiera)           | D     | Stéphane Sarni     |
| 6  | Macedonia del Nord (bandiera) | D     | Mirsad Mijadinoski |
| 7  | Francia (bandiera)            | C     | Virgile Reset      |
| 8  | Marocco (bandiera)            | D     | Jamal Alioui       |
| 9  | Costa Rica (bandiera)         | A     | Álvaro Saborío     |
| 10 | Brasile (bandiera)            | C     | Beto               |
| 11 | Svizzera (bandiera)           | C     | Emanuele Di Zenzo  |
| 12 | Mozambico (bandiera)          | D     | Paíto              |
| 13 | Svizzera (bandiera)           | D     | Bastien Geiger     |
| 16 | Svizzera (bandiera)           | C     | Didier Crettenand  |
| 17 | Ungheria (bandiera)           | D     | Vilmos Vanczák     |
| 17 | Nigeria (bandiera)            | A     | Saidu Adeshina     |
| 18 | Svizzera (bandiera)           | P     | Germano Vailati    |

| N. |                         | Ruolo | Calciatore            |
| -- | ----------------------- | ----- | --------------------- |
| 19 | Benin (bandiera)        | C     | Jocelyn Ahouéya       |
| 21 | Svizzera (bandiera)     | P     | David Gonzalez        |
| 22 | Serbia (bandiera)       | C     | Goran Obradović       |
| 23 | Colombia (bandiera)     | C     | Álvaro José Domínguez |
| 24 | RD del Congo (bandiera) | A     | Mobulu M'Futi         |
| 25 | Svizzera (bandiera)     | C     | Damien Germanier      |
| 25 | Italia (bandiera)       | C     | Michele Morganella    |
| 26 | Polonia (bandiera)      | A     | Kamil Grosicki        |
| 28 | Francia (bandiera)      | C     | Julien Brellier       |
| 29 | Svizzera (bandiera)     | C     | Florian Berisha       |
| 29 | Serbia (bandiera)       | C     | Safet Suljevic        |
| 30 | Svizzera (bandiera)     | P     | Nicolas Beney         |
| 31 | Svizzera (bandiera)     | D     | Arnaud Bühler         |
| 35 | Egitto (bandiera)       | P     | Essam El-Hadary       |
|    | Svizzera (bandiera)     | C     | Dorian Zambaz         |

## Organigramma societario
Area tecnica
- Allenatore: Alberto Bigon
- Allenatore in seconda: Frédéric Chassot
- Preparatore dei portieri: Marco Pascolo
- Preparatori atletici:

## Calciomercato

### Sessione estiva
| Acquisti | Acquisti              | Acquisti        | Acquisti |
| R.       | Nome                  | da              | Modalità |
| -------- | --------------------- | --------------- | -------- |
| C        | Michele Morganella    | Chiasso         |          |
| C        | Raphaël Wicky         | Amburgo         |          |
| A        | Saidu Adeshina        | Bellinzona      |          |
| A        | Mobulu M'Futi         | Istres          |          |
| D        | Paíto                 | Braga           |          |
| C        | Beto                  | Benfica         |          |
| C        | Didier Crettenand     | Losanna         |          |
| C        | Álvaro José Domínguez | Deportivo Cali  |          |
| D        | Bastien Geiger        | Neuchâtel Xamax |          |
| D        | Vilmos Vanczák        | Sint-Truiden    |          |
| A        | Zbigniew Zakrzewski   | Lech Poznań     |          |

| Cessioni | Cessioni          | Cessioni        | Cessioni |
| R.       | Nome              | a               | Modalità |
| -------- | ----------------- | --------------- | -------- |
| C        | Carlitos          | Basilea         |          |
| C        | Tariq Chihab      | Neuchâtel Xamax |          |
| A        | Moustapha Dabo    | Servette        |          |
| C        | Gelson Fernandes  | Manchester City |          |
| C        | Alain Gaspoz      | Bagnes          |          |
| D        | Sofian Kheyari    | Chiasso         |          |
| C        | Luís Carlos       | Yverdon         |          |
| C        | Alberto Regazzoni | Young Boys      |          |
| D        | Asim Škaljić      | Chiasso         |          |

### Sessione invernale
| Acquisti | Acquisti        | Acquisti       | Acquisti |
| R.       | Nome            | da             | Modalità |
| -------- | --------------- | -------------- | -------- |
| P        | Essam El-Hadary | Al-Ahly        |          |
| A        | Kamil Grosicki  | Legia Varsavia |          |
| C        | Julien Brellier | Norwich City   |          |

| Cessioni | Cessioni            | Cessioni    | Cessioni |
| R.       | Nome                | a           | Modalità |
| -------- | ------------------- | ----------- | -------- |
| C        | Raphaël Wicky       | Guadalajara |          |
| A        | Zbigniew Zakrzewski | Thun        |          |

## Risultati

### Super League

#### Prima fase, girone di andata
| Arbitro: | Petignat |

|  |           |               |
|  | Marcatori | 50’ Domínguez |

| Arbitro: | Busacca |

|                            |           |  |
| Saborío 25’, 55’ Reset 46’ | Marcatori |  |

| Arbitro: | Wermelinger |

|  |           |             |
|  | Marcatori | 49’ Saborío |

| Arbitro: | Laperrière |

|             |           |            |
| Nwaneri 90’ | Marcatori | 44’ Chihab |

| Arbitro: | Zimmermann |

|                                       |           |                        |
| Majstorović 28’ Eduardo 39’ Ergić 90’ | Marcatori | 69’ Vanczák 84’ Chedli |

| Arbitro: | Bertolini |

|  |           |                                                      |
|  | Marcatori | 19’ (rig.), 57’ Raffael 36’, 55’ Alphonse 87’ Hassli |

| Arbitro: | Hofmann |

|             |           |  |
| Aguirre 14’ | Marcatori |  |

| Arbitro: | Rogalla |

|          |           |                |
| Wiss 68’ | Marcatori | 40’ Zakrzewski |

| Arbitro: | Kever |

|              |           |                           |
| Adeshina 66’ | Marcatori | 53’ Calvano 61’ Schneuwly |

#### Prima fase, girone di ritorno
| Arbitro: | Studer |

|                         |           |              |
| Domínguez 12’ Paíto 19’ | Marcatori | 49’ Scarione |

| Arbitro: | Circhetta |

|                  |           |  |
| Rogério 15’, 55’ | Marcatori |  |

| Arbitro: | Busacca |

|  |           |               |
|  | Marcatori | 26’ Bobadilla |

| Arbitro: | Grossen |

|            |           |                                |
| Quennoz 9’ | Marcatori | 39’ Saborío 82’, 87’ Obradović |

| Arbitro: | Petignat |

|             |           |              |
| Saborío 56’ | Marcatori | 43’ Streller |

| Arbitro: | Bertolini |

|                                   |           |          |
| Alphonse 5’, 62’ Raffael 68’, 72’ | Marcatori | 6’ Reset |

| Arbitro: | Wermelinger |

|                                                            |           |             |
| Saborío 2’, 71’ Vanczák 36’ Domínguez 39’ (rig.) Reset 57’ | Marcatori | 11’ Aguirre |

| Sion 1º dicembre 2007, ore 17:45 CET 17ª giornata | Sion    | 0 – 0 referto | Lucerna | Stade Tourbillon (9 000 spett.)\| Arbitro: \| Busacca \| |
| Arbitro:                                          | Busacca |               |         |                                                          |

| Arbitro: | Kever |

|                 |           |  |
| Yakın 6’ (rig.) | Marcatori |  |

#### Seconda fase, girone di andata
| Arbitro: | Circhetta |

|  |           |                              |
|  | Marcatori | 19’ Zárate 44’ (rig.) Santos |

| Arbitro: | Studer |

|                   |           |                          |
| Faye 18’ Rama 87’ | Marcatori | 49’ Sarni 51’ Crettenand |

| Arbitro: | Bertolini |

|             |           |                       |
| Saborío 39’ | Marcatori | 5’ Koubský 83’ Weller |

| Arbitro: | Rogalla |

|                                     |           |              |
| Raimondi 34’ Varela 50’ Häberli 83’ | Marcatori | 20’ Adeshina |

| Arbitro: | Hänni |

|                        |           |  |
| Saborío 14’ M'Futi 84’ | Marcatori |  |

| Arbitro: | Laperrière |

|                       |           |                  |
| Chiumiento 89’ (rig.) | Marcatori | 23’ (rig.) Paíto |

| Arbitro: | Rogalla |

|                                          |           |                         |
| Domínguez 11’, 66’ Saborío 42’ Reset 82’ | Marcatori | 27’ Eduardo 53’ Stocker |

| Arbitro: | Busacca |

|                               |           |             |
| Tahirović 25’ Abdi 83’ (rig.) | Marcatori | 81’ Saborío |

| Arbitro: | Wildhaber |

|                        |           |  |
| Sermeter 53’ Nushi 60’ | Marcatori |  |

#### Seconda fase, girone di ritorno
| Arbitro: | Petignat |

|              |           |  |
| Grosicki 89’ | Marcatori |  |

| Arbitro: | Laperrière |

|                           |           |                            |
| Saborío 16’, 20’ Beto 25’ | Marcatori | 11’, 37’ Abdi 51’ Alphonse |

| Arbitro: | Grobelnik |

|            |           |             |
| Eduardo 6’ | Marcatori | 68’ Saborío |

| Sion 16 aprile 2008, ore 19:45 CEST 31ª giornata | Sion       | 0 – 0 referto | Lucerna | Stade Tourbillon (9 000 spett.)\| Arbitro: \| Zimmermann \| |
| Arbitro:                                         | Zimmermann |               |         |                                                             |

| Arbitro: | Grossen |

|             |           |               |
| Quennoz 47’ | Marcatori | 50’ Obradović |

| Arbitro: | Rogalla |

|             |           |                                |
| Saborío 13’ | Marcatori | 45’ Kulaksızoğlu 73’ Regazzoni |

| Arbitro: | Zimmermann |

|             |           |                         |
| Ciccone 87’ | Marcatori | 3’ Saborío 90’ Adeshina |

| Arbitro: | Busacca |

|                                                        |           |  |
| Domínguez 22’, 82’ M'Futi 35’ Saborío 50’ Grosicki 60’ | Marcatori |  |

| Arbitro: | Laperrière |

|                           |           |  |
| Bobadilla 50’ Cruzado 60’ | Marcatori |  |

### Coppa Svizzera
| 15 settembre 2007, ore 17:30 CEST Primo turno | Urania Ginevra | 0 – 7 | Sion |  |

| 20 ottobre 2007, ore 19:00 CEST Secondo turno | Étoile Carouge | 0 – 2 | Sion |  |

| 25 novembre 2007, ore 14:30 CET Ottavi di finale | Bellinzona | 2 – 1 | Sion |  |

### Coppa UEFA

#### Preliminari
| Arbitro: | Brines |

|            |           |             |
| Dospel 66’ | Marcatori | 90’ Saborío |

| Arbitro: | Asumaa |

|                                            |           |  |
| Obradović 40’ Zakrzewski 44’ Domínguez 47’ | Marcatori |  |

#### Fase a eliminazione diretta
| Arbitro: | Dávila |

|                                          |           |                           |
| Domínguez 7’ Vanczák 10’ Song 31’ (aut.) | Marcatori | 39’ Lincoln 67’ Linderoth |

| Arbitro: | Weiner |

|                                                 |           |             |
| Karan 22’, 28’ Lincoln 36’ Turan 67’ Bouzid 90’ | Marcatori | 88’ Nwaneri |

## Statistiche

### Statistiche di squadra
| Competizione   | Punti | In casa | In casa | In casa | In casa | In casa | In casa | In trasferta | In trasferta | In trasferta | In trasferta | In trasferta | In trasferta | Totale | Totale | Totale | Totale | Totale | Totale | DR |
| Competizione   | Punti | G       | V       | N       | P       | Gf      | Gs      | G            | V            | N            | P            | Gf           | Gs           | G      | V      | N      | P      | Gf     | Gs     | DR |
| -------------- | ----- | ------- | ------- | ------- | ------- | ------- | ------- | ------------ | ------------ | ------------ | ------------ | ------------ | ------------ | ------ | ------ | ------ | ------ | ------ | ------ | -- |
| Super League   | 43    | 18      | 7       | 5       | 6       | 30      | 23      | 18           | 4            | 5            | 9            | 18           | 28           | 36     | 11     | 10     | 15     | 48     | 51     | -3 |
| Coppa Svizzera | -     | 0       | 0       | 0       | 0       | 0       | 0       | 3            | 2            | 0            | 1            | 10           | 2            | 3      | 2      | 0      | 1      | 10     | 2      | +8 |
| Coppa UEFA     | -     | 2       | 2       | 0       | 0       | 6       | 2       | 2            | 0            | 1            | 1            | 2            | 6            | 4      | 2      | 1      | 1      | 8      | 8      | 0  |
| Totale         | 43    | 20      | 9       | 5       | 6       | 36      | 25      | 23           | 6            | 6            | 11           | 30           | 36           | 43     | 15     | 11     | 17     | 66     | 61     | +5 |

### Andamento in campionato
| Giornata  | 1 | 2 | 3 | 4 | 5 | 6 | 7 | 8 | 9 | 10 | 11 | 12 | 13 | 14 | 15 | 16 | 17 | 18 | 19 | 20 | 21 | 22 | 23 | 24 | 25 | 26 | 27 | 28 | 29 | 30 | 31 | 32 | 33 | 34 | 35 | 36 |
| --------- | - | - | - | - | - | - | - | - | - | -- | -- | -- | -- | -- | -- | -- | -- | -- | -- | -- | -- | -- | -- | -- | -- | -- | -- | -- | -- | -- | -- | -- | -- | -- | -- | -- |
| Luogo     | T | C | T | C | T | C | T | T | C | C  | T  | C  | T  | C  | T  | C  | C  | T  | C  | T  | C  | T  | C  | T  | C  | T  | T  | C  | C  | T  | C  | T  | C  | T  | C  | T  |
| Risultato | V | V | V | N | P | P | P | N | P | V  | P  | P  | V  | N  | P  | V  | N  | P  | P  | N  | P  | P  | V  | N  | V  | P  | P  | V  | N  | N  | N  | N  | P  | V  | V  | P  |
| Posizione | 2 | 1 | 1 | 1 | 2 | 3 | 4 | 5 | 6 | 5  | 5  | 5  | 4  | 4  | 4  | 4  | 5  | 6  | 7  | 6  | 8  | 8  | 7  | 7  | 6  | 6  | 6  | 6  | 7  | 7  | 7  | 7  | 7  | 7  | 7  | 7  |

Legenda:

Luogo: C = Casa; T = Trasferta. Risultato: V = Vittoria; N = Pareggio; P = Sconfitta.

### Statistiche dei giocatori
| Giocatore      | Super League | Super League | Super League | Super League | Coppa UEFA | Coppa UEFA | Coppa UEFA  | Coppa UEFA | Totale   | Totale | Totale      | Totale     |
| Giocatore      | Presenze     | Reti         | Ammonizioni  | Espulsioni   | Presenze   | Reti       | Ammonizioni | Espulsioni | Presenze | Reti   | Ammonizioni | Espulsioni |
| -------------- | ------------ | ------------ | ------------ | ------------ | ---------- | ---------- | ----------- | ---------- | -------- | ------ | ----------- | ---------- |
| S. Adeshina    | 27           | 3            | 2            | 0            | 2          | 0          | 0           | 0          | 29       | 3      | 2           | 0          |
| J. Ahouéya     | 21           | 0            | 1            | 0            | 1          | 0          | 0           | 0          | 22       | 0      | 1           | 0          |
| J. Alioui      | 22           | 0            | 8            | 0            | 3          | 0          | 0           | 0          | 25       | 0      | 8           | 0          |
| N. Beney       | 0            | 0            | 0            | 0            | 0          | 0          | 0           | 0          | 0        | 0      | 0           | 0          |
| F. Berisha     | 0            | 0            | 0            | 0            | 0          | 0          | 0           | 0          | 0        | 0      | 0           | 0          |
| B. Beto        | 26           | 1            | 9            | 0            | 2          | 0          | 0           | 0          | 28       | 1      | 9           | 0          |
| J. Brellier    | 14           | 0            | 5            | 1            | 0          | 0          | 0           | 0          | 14       | 0      | 5           | 1          |
| A. Bühler      | 22           | 0            | 0            | 1            | 4          | 0          | 0           | 0          | 26       | 0      | 0           | 1          |
| A. Chedli      | 8            | 1            | 0            | 1            | 3          | 0          | 1           | 0          | 11       | 1      | 1           | 1          |
| D. Crettenand  | 5            | 1            | 0            | 0            | 0          | 0          | 0           | 0          | 5        | 1      | 0           | 0          |
| Á. Domínguez   | 33           | 7            | 3            | 0            | 4          | 2          | 1           | 0          | 37       | 9      | 4           | 0          |
| B. Geiger      | 19           | 0            | 0            | 0            | 3          | 0          | 2           | 0          | 22       | 0      | 2           | 0          |
| D. Germanier   | 0            | 0            | 0            | 0            | 0          | 0          | 0           | 0          | 0        | 0      | 0           | 0          |
| D. Gonzalez    | 12           | 0            | 0            | 0            | 0          | 0          | 0           | 0          | 12       | 0      | 0           | 0          |
| K. Grosicki    | 8            | 2            | 1            | 0            | 0          | 0          | 0           | 0          | 8        | 2      | 1           | 0          |
| E. Hadary      | 5            | 0            | 0            | 0            | 0          | 0          | 0           | 0          | 5        | 0      | 0           | 0          |
| K. Kali        | 26           | 0            | 4            | 0            | 3          | 0          | 0           | 0          | 29       | 0      | 4           | 0          |
| M. M'Futi      | 15           | 2            | 4            | 0            | 0          | 0          | 0           | 0          | 15       | 2      | 4           | 0          |
| M. Mijadinoski | 7            | 0            | 0            | 0            | 1          | 0          | 0           | 0          | 8        | 0      | 0           | 0          |
| M. Morganella  | 0            | 0            | 0            | 0            | 0          | 0          | 0           | 0          | 0        | 0      | 0           | 0          |
| O. Nwaneri     | 27           | 1            | 8            | 0            | 4          | 1          | 1           | 0          | 31       | 2      | 9           | 0          |
| G. Obradović   | 26           | 3            | 3            | 0            | 4          | 1          | 1           | 0          | 30       | 4      | 4           | 0          |
| P. Paíto       | 32           | 2            | 7            | 0            | 4          | 0          | 0           | 0          | 36       | 2      | 7           | 0          |
| J. Pinto       | 0            | 0            | 0            | 0            | 0          | 0          | 0           | 0          | 0        | 0      | 0           | 0          |
| V. Reset       | 30           | 4            | 8            | 0            | 2          | 0          | 0           | 0          | 32       | 4      | 8           | 0          |
| Á. Saborío     | 34           | 17           | 1            | 0            | 3          | 1          | 0           | 0          | 37       | 18     | 1           | 0          |
| S. Sarni       | 11           | 1            | 3            | 0            | 0          | 0          | 0           | 0          | 11       | 1      | 3           | 0          |
| S. Suljevic    | 0            | 0            | 0            | 0            | 0          | 0          | 0           | 0          | 0        | 0      | 0           | 0          |
| G. Vailati     | 21           | 0            | 0            | 0            | 4          | 0          | 0           | 0          | 25       | 0      | 0           | 0          |
| V. Vanczák     | 29           | 2            | 11           | 1            | 4          | 1          | 1           | 0          | 33       | 3      | 12          | 1          |
| R. Wicky       | 5            | 0            | 1            | 0            | 0          | 0          | 0           | 0          | 5        | 0      | 1           | 0          |
| Z. Zakrzewski  | 13           | 1            | 2            | 0            | 3          | 1          | 0           | 0          | 16       | 2      | 2           | 0          |
| D. Zambaz      | 0            | 0            | 0            | 0            | 0          | 0          | 0           | 0          | 0        | 0      | 0           | 0          |
| E. Zenzo       | 0            | 0            | 0            | 0            | 0          | 0          | 0           | 0          | 0        | 0      | 0           | 0          |